# Pabellón de Perú de la Exposición Universal de 1900
El Pabellón Peruano es un edificio que formó parte de la Exposición Universal de París de 1900, obra del arquitecto francés Fernando Gaillard. Actualmente se encuentra ubicado en el Paseo Colón, Lima, y es sede del Centro de Estudios Histórico-Militares.

## Características
Presenta cúpula y las dos torres cuadradas de estilo morisco ubicados en los extremos, se usó fierro y la piedra artificial. Fue diseñado por el arquitecto francés Fernando Gaillard.

## Historia
Fue construido para la Exposición Universal de París de 1900 para albergar a la delegación peruana, por encargo del presidente Eduardo López de la Romaña. En la exposición se presentó plata, lana de alpaca y vicuña, trabajos de ebanistería, plantas medicinales, vinos y dulces, la Exposición Universal de París de 1900 se inició el 14 de marzo y culminó en noviembre de 1900.
Luego de ser clausura la exposición, el gobierno peruano decidió desmontar para traerlo a Lima, esta labor fue encargado al ingeniero Pedro Paulet. En 1902, el diario El Comercio denunció el abandono de las estructuras en el Paseo Colón. Para el año 1903, la estructura fue adaptada para albergar al Instituto Municipal de Higiene. Posteriormente en 1949 fue sede de la 30 Comandancia de Tránsito hasta 1962. Para 1960 se donó al Centro de Estudios Histórico-Militares del Perú y el 29 de mayo de 1962 se inauguró la sede central, lugar que alberga archivos históricos.